# 高觉敷
高觉敷（1896年11月6日—1993年2月25日），男，浙江温州人，中国心理学家。

## 生平
高觉敷生于浙江省温州市。曾就读于北京高等师范学校和香港大学，毕业后在上海暨南学校、广东省立勷勤大学、湖南兰田国立师范学院、南京师范学院等处任教。1978年成为中国心理学会副理事长。

## 学术贡献
曾将E·G·波林的《实验心理学史》、西格蒙德·弗洛伊德的《精神分析引论》等书译为中文，并主编《教育心理学》、《西方近代心理学史》、《中国心理学史》、《西方心理学的新发展》等书。